# ESCA École de management
Pour les articles homonymes, voir ESCA.
 (septembre 2014).
Fondée en 1992, ESCA École de management est une grande école de commerce et de gestion marocaine installée dans le centre-ville de Casablanca, au Maroc.
Membre de la Conférence des grandes écoles du Maroc et des associations internationales AACSB, EFMD, AABS et GBSN et signataire des Principles for Responsible Management Education, initiative de l'Organisation des Nations unies, ESCA École de management forme des managers. 
L'école compte plus de 3 000 diplômés et forme chaque année 1 100 étudiants, cadres et dirigeants au sein de ses 17 programmes nationaux et internationaux  et de son centre de formation continue ESCA Executive Education. Les programmes de l'école se déploient du parcours Grande école aux programmes Executive. 
ESCA École de management collabore avec soixante partenaires (universités et business schools en Europe, Amérique, Asie et Afrique) et accueille chaque année des étudiants et participants internationaux dans le cadre de programmes d'échange, de séminaires ou de study trips, elle offre 3 possibilité de double diplomation au parcours grande école en finance audit et contrôle de gestion à EM Normandie et Neoma Business school et aussi en Marketing et communication à EM Grenoble.  
ESCA École de management est depuis 2010 classée « Première Business School » au Maroc et troisième en Afrique en 2019 par l'agence de notation internationale  Eduniversal. Elle s'affiche aussi dans le classement Jeune Afrique des meilleures écoles de commerce en Afrique francophone, dans lequel elle est classée première en 2013.